# 赤道幾內亞—朝鮮關係
赤道幾內亞－朝鮮關係（西班牙語：Relaciones Corea del Norte-Guinea Ecuatorial），是指赤道幾內亞共和國與朝鮮民主主義人民共和國兩國之間的雙邊關係。两国于1969年树立邦交。目前，赤道幾內亞駐華大使館兼任駐朝鮮外交代表，但朝鮮在赤道幾內亞首都馬拉博設有大使館，是少數在赤几设有大使館的亞洲國家之一。

## 歷史
1968年，赤道幾內亞從西班牙獨立，一年後與朝鮮建立外交。赤道幾內亞第一任總統弗朗西斯科·马西亚斯·恩圭马儘管持有反共立場和反馬克思列寧主義思想，但是他與蘇聯和各個親蘇國家保持著密切的關係，北韓是其中之一。
1970年代初期，赤道幾內亞與包括北韓在內的一些社會主義國家簽署了軍事、技術及經濟協議。朝鮮人民軍的軍事人員也被派往赤道幾內亞擔任當地軍隊的顧問。受到了朝鮮勞動黨的影響，赤道幾內亞唯一的合法政黨在1971年7月將黨名從「統一民族黨」更名為「統一民族勞動黨」。
1979年，恩圭馬被他的侄子和繼承者特奧多羅·奧比昂·恩圭馬·姆巴索戈推翻後處決，他的妻子帶著三個兒女流亡朝鮮，獲得金日成的庇護。他的三個兒女都在朝鮮唸書並長大。她的其中一個女兒莫妮卡·马西亚斯於1994年離開朝鮮，在美國和韓國度過幾年後回到赤道幾內亞。她質疑外界對她被稱為「無情的獨裁者」的父親的負面看法，又質疑外界對朝鮮的態度，著有自傳《我是平壤的莫妮卡》。
赤道幾內亞在政變後仍然一直與朝鮮保持著親密的關係。2011年，朝鮮最高人民會議常務委員會副主席楊亨燮對赤道幾內亞進行了為期4天的訪問。2013年，北韓代表團向當時世界上第三位執政時間最長的非皇室國家元首、世界上最富有的國家領導人之一的特奧多羅·奧比昂頒發「第一屆國際金正日獎」。2016年，最高人民會議常任委員會委員長金永南訪問赤道幾內亞，並與總統特奧多羅·奧比昂進行了友好會談。